# 中村哲夫 (歴史学者)
中村 哲夫（なかむら　てつお、1942年2月 - ）は、日本の近現代中国史学者。中国・華東師範大学歴史系客座教授。

## 略歴
兵庫県神戸市生まれ。1967年神戸大学文学部史学科東洋史専攻卒業。1970年7月大阪大学大学院文学研究科史学東洋史専攻博士課程中退。大阪大学文学部助手、富山大学教養部助教授を経て、神戸学院大学教養部助教授、1984年教授。1994年「同盟の時代-：中国同盟会の成立過程の研究」で大阪大学より博士（文学）の学位を取得。1996年同人文学部・人間文化学研究科教授（後期博士課程）。2007年、学校法人・神戸学院を退職。日本孫文研究会代表理事、社会経済史学会評議員を経歴。

## 著書
- 『近代中国社会史研究序説』（法律文化社） 1984.4.
- 『移情閣遺聞 孫文と呉錦堂』（阿吽社） 1990.3.
- 『同盟の時代 中国同盟会の成立過程の研究』（人文書院、神戸学院大学人文学部人間文化研究叢書） 1992.3.
- 『孫文の経済学説試論』（法律文化社） 1999.10.
- 『日中戦争を読む』（晃洋書房） 2006.11.

## 参考：漢語論文16編の一覧表
1. 東亜同文会和三井財閥（『神戸学院大学紀要』第24号）
2. 呉錦堂財閥与孫中山（ 中国孫中山学会編『孫中山和他的時代――孫中山研究国際学術討論会文集』下冊  中華書局）
3. 黄興与中国同盟会的成立（ 林増平・楊愼之主編『黄興研究』湖南師範大学出版社  ）
4. 从区域研究的観点看維新運動,（広東康梁研究会刊 李時岳・方志欽主編『戊戌維新運動研究論文集』）
5. 中国銀貨経済与日本金本位制（ 『近百年中日関係論文集』中華民国史料研究中心 台北  ）
6. 試論孫中山与美国経済学（ 『中山大学学報論叢・孫中山研究論文集』第9輯）
7. 孫中山的亜洲観（広東省孫中山研究会編『孫中山与亜洲国際学術討論会論文集  中山大学出版社）
8. 辛亥革命時期的社会史新史料（『辛亥革命与近代中国』（上冊）中華書局）
9. 民国金漲銀落問題(  南京大学中華民国研究中心『民国研究』第1集)
10. 関於甲午戦争時期華北農村社会史料  （中国語）戚其章・王如絵編『甲午戦争与近代中国和世界―甲午戦争100周年国際学術討論会文集( 山東威海市 )』人民出版社、北京）
11. 試論孫中山的人性( 『孫中山与華僑国際学術討論会論文集』孫文研究会)
12. 孫中山与近代中国的宗族（「紀念孫中山生誕130周年国際学術討論会論文集」中国広東省中山市）
13. 対近衛内閣発動“国民精神総動員運動”的管見( 南京第二档案館編『民国档案』第51期)
14. 梁啓超与“近代の超克”論（『梁啓超・明治日本・西方』社会科学出版社、北京）
15. 孫中山與国際和平論――関於孫中山民族主義的意志(林家有・高橋強主編『理想・道徳・大同』中山大学出版社)
16. 中国近代国画的理論探索――徐悲鴻と余紹宋――(『二十世紀中国的社会与文化』社会科学文献出版社)